# Марсіу Мелу
Ма́рсіу ді Со́уза-і-Ме́лу (порт. Márcio de Sousa Melo; 26 травня 1906 — 31 січня 1991) — бразильський військовий і державний діяч, генерал ВПС. Один із членів військової хунти 1969 року, яка керувала Бразилією упродовж 60 днів з 31 серпня до 30 жовтня 1969 року.

## Біографія
Вступив на службу до ВПС Бразилії 31 березня 1925 року, 20 січня 1928 отримав перше офіцерське звання, 9 серпня 1928 отримав звання старшого лейтенанта, 14 серпня 1930 — капітана, 16 червня 1933 — майора, 7 вересня 1938 — підполковника, 20 грудня 1941 — полковника, 1 листопада 1946 — бригадного генерала, 10 квітня 1954 — генерал-майора, 2 квітня 1961 — маршала авіації.
Займав пост міністра авіації за часів президентства Кастелу Бранку з 15 грудня 1964 до 11 січня 1965 року, та президентства Коста-і-Силви з 15 березня 1967 до 31 серпня 1969 року.
Зберіг пост міністра авіації як член військової хунти, з 31 серпня до 30 жовтня 1969 року, а також за президентства Еміліу Гарастазу Медічі з 30 жовтня 1969 до 29 листопада 1971 року.